# Buchloe
Buchloe és un gènere de plantes de la subfamília de les cloridòidies, família de les poàcies, ordre de les poals, subclasse de les commelínides, classe de les liliòpsides, divisió dels magnoliofitins. Només se n'ha descrit l'espècie Buchloe dactyloides, nadiua de les prades nord-americanes.